# ريدة باجاة (دوعن)
'

تعديل مصدري - تعديل

ريدة باجاة هي إحدى قرى عزلة صيف بمديرية دوعن التابعة لمحافظة حضرموت، بلغ تعداد سكانها 34 نسمة حسب تعداد اليمن لعام 2004.